# Piano Nisko
Il Piano Nisko fu un'operazione prevista nel 1939 per deportare gli ebrei presenti nel distretto di Lublino nel Governatorato Generale poi cancellato all'inizio del 1940: Hitler ebbe l'idea in accordo con l'ideologo nazista Alfred Rosenberg e il Reichsführer-SS Heinrich Himmler, con la partecipazione dell'SS-Obersturmbannführer Adolf Eichmann ("l'architetto dell'Olocausto"), così come di Heinrich Müller della Gestapo, Hans Frank e Arthur Seyss-Inquart dell'amministrazione del Governatorato Generale.

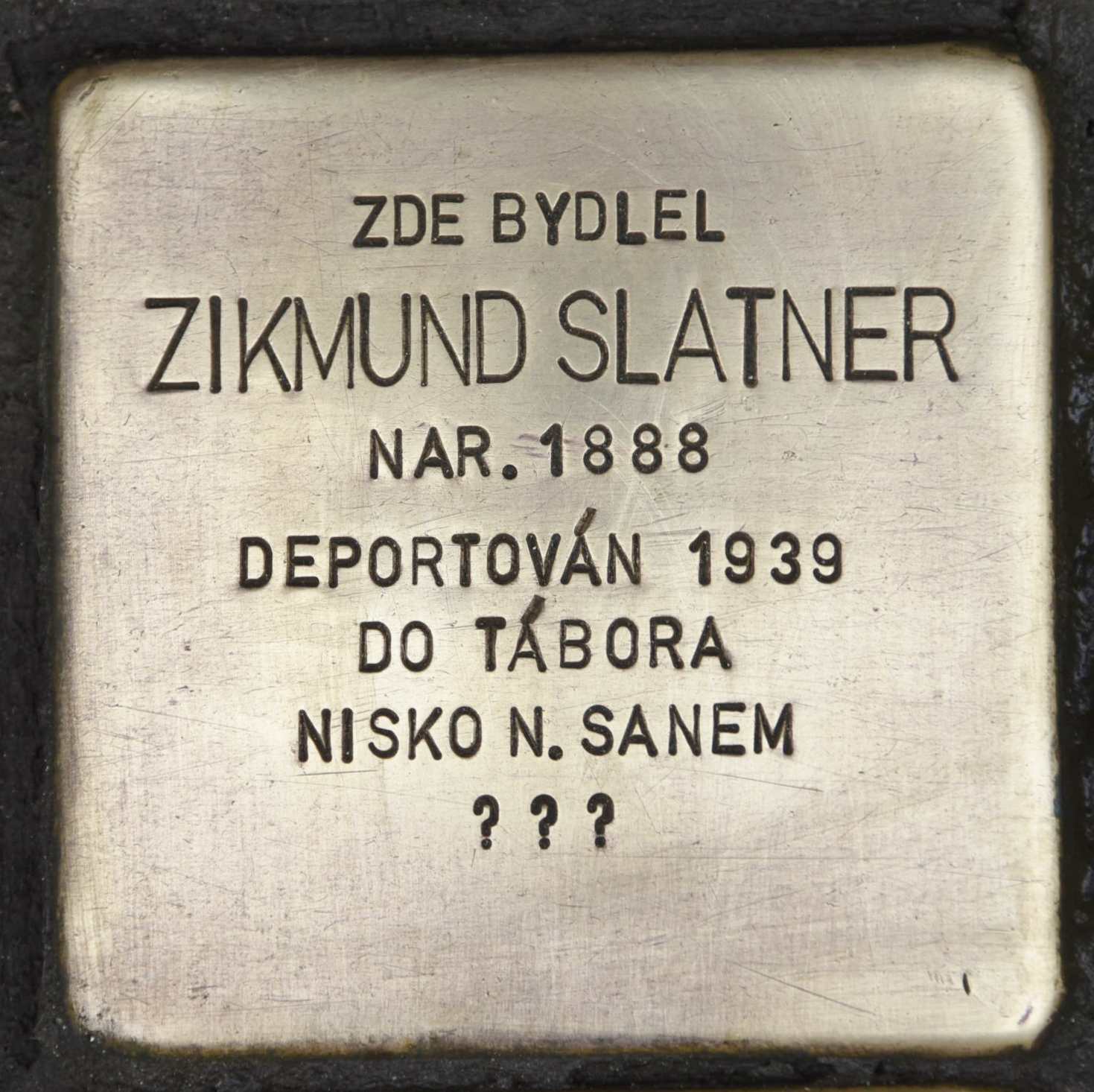
Stolperstein per Zikmund Slatner, deportato da Ostrava a Nisko

L'idea dell'espulsione e del reinsediamento degli ebrei d'Europa in un angolo remoto del territorio del Governatorato Generale, al confine con le città di Lublino e Nisko, fu ideata da Adolf Hitler e sviluppata dalle SS. Il piano fu dettagliato nel settembre 1939, dopo l'invasione della Polonia, e attuato tra l'ottobre 1939 e l'aprile 1940, in contrasto con simili piani nazisti come il Piano Madagascar o altri piani di ricollocazione ebraici inizialmente elaborati prima dell'attacco alla Polonia, all'inizio della seconda guerra mondiale. Presentava delle somiglianze con le riserve degli indiani d'America.
Il Gruppenführer Odilo Globocnik, ex Gauleiter di Vienna nominato capo delle SS e della polizia del nuovo distretto di Lublino, fu incaricato della riserva: durante la prima attuazione del piano, i nazisti istituirono un sistema di ghetti per i civili ebrei da utilizzare per il lavoro forzato all'interno dello sforzo bellico tedesco. I primi campi di lavoro forzato furono istituiti per il progetto Burggraben, inteso a fortificare la linea di demarcazione nazista-sovietica e a rifornire le unità SS presenti a Lublino da Lipowa.
In totale, circa 95000 ebrei furono deportati nella riserva di Lublino. Il campo principale dell'intero complesso fu inizialmente allestito a Bełżec, prima della costruzione dei campi di sterminio. Nel marzo 1942 divenne il primo campo di sterminio nazista dell'operazione Reinhard, con camere a gas permanenti realizzate da Christian Wirth in finte docce. Anche se i campi di Burggraben furono temporaneamente chiusi alla fine del 1940, molti di essi furono riattivati nel 1941. Due ulteriori campi di sterminio furono successivamente allestiti nel distretto di Lublino, a Sobibor e Majdanek. Il campo di Lipowa divenne un sottocampo di quest'ultimo nel 1943. 
Il Piano Nisko fu abbandonato per ragioni pragmatiche; tuttavia, gli Zwangsarbeitslagers, ossia i "campi di lavoro forzato", già istituiti per la DAW divennero la base industriale di altri progetti delle SS come la Ostindustrie. Alcuni di loro funzionarono fino all'Aktion Erntefest, altri oltre i massacri.

## Contesto storico
Il regime antisemita nella Germania nazista intendeva ottenere una soluzione permanente a quella che consideravano la "questione ebraica". Prima che la Soluzione Finale fosse annunciata e organizzata durante la Conferenza di Wannsee del 20 gennaio 1942, alcuni importanti nazisti avevano immaginato una soluzione almeno territoriale della questione. Ad eccezione del Piano Nisko, nessuna delle soluzioni territoriali è andata oltre la fase di pianificazione: al contrario, i nazisti tedeschi attuarono lo sterminio quasi completo degli ebrei europei attraverso l'Olocausto.

### Pianificazione

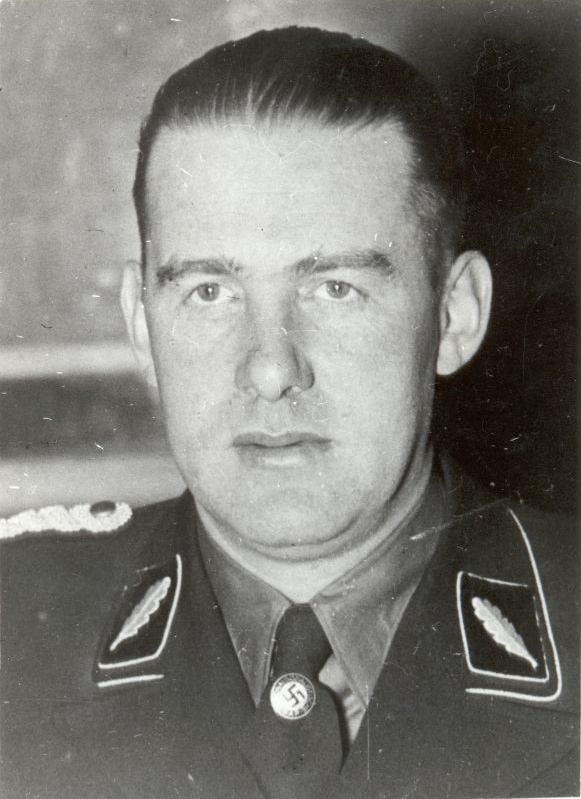
Odilo Globočnik

Alla fine dell'estate del 1939, il dittatore nazista tedesco Adolf Hitler, con uno dei suoi principali ideologi nazisti Alfred Rosenberg, sviluppò l'idea di una "riserva" ebraica (in tedesco: Judenreservat). La città di Lublino in Polonia fu il fulcro dei piani nazisti sin dai primi anni '30, dopo che Herrmann Seiffert la descrisse come il centro del potere ebraico mondiale e la fonte del loro potenziale genetico.
In seguito all'invasione della Polonia nel settembre 1939 e alla successiva spartizione con l'Unione Sovietica, l'area di Lublino divenne parte del Governatorato Generale guidato da Hans Frank.
Una volta sotto il controllo nazista, l'area fu ispezionata dal vice di Frank, Artur Seyss-Inquart nel novembre 1939: riferì che, secondo il governatore locale, l'area, "di natura paludosa", sarebbe servita anche da riserva per gli ebrei, e che "questa azione causerebbe la [loro] considerevole decimazione".
Il 25 novembre Frank informò l'amministrazione locale che era stato previsto un afflusso di alcuni "milioni di ebrei". Sempre a novembre, Odilo Globočnik fu incaricato di tutte le questioni riguardanti gli ebrei nell'area di Lublino, in quanto SS e capo della polizia della zona. Globočnik istituì un dipartimento guidato dal Dr. Hofbauer per pianificare l'insediamento degli ebrei e la loro coscrizione ai lavori forzati.

## La riserva di Lublino
La riserva originale di Lublino comprendeva un'area da 800 a 1000 chilometri quadrati situata tra i fiumi Vistola e San, a sud-est di Lublino. Adolf Eichmann, allora capo dell'Ufficio Centrale per l'Emigrazione Ebraica per il Protettorato di Boemia e Moravia, fu il primo a realizzare il Piano Nisko deportando gli ebrei nella riserva di Lublino. Mentre inizialmente dovevano essere deportati gli ebrei dell'Alta Slesia orientale, Eichmann ampliò il programma includendo gli ebrei di Mährisch-Ostrau nel protettorato di Boemia e Moravia e anche da Vienna. Eichmann allestì inoltre un campo di transito a Nisko, una cittadina al confine occidentale del distretto di Lublino, da cui i deportati sarebbero stati espulsi verso est.

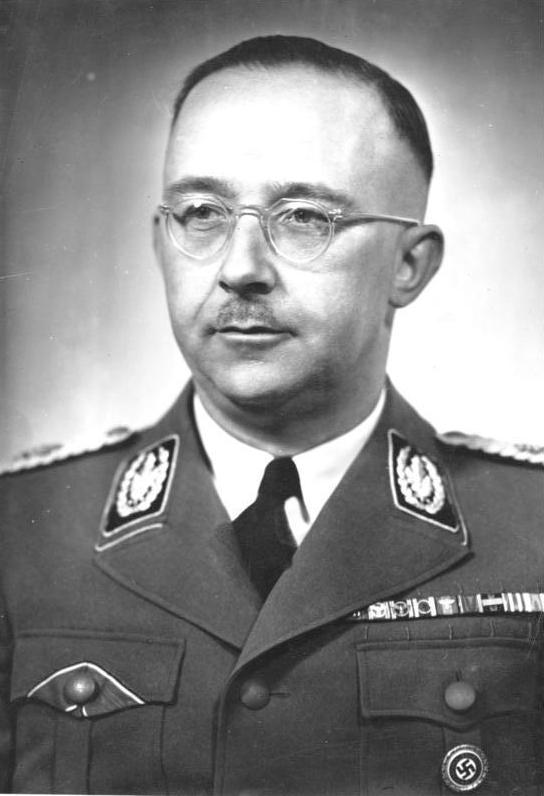
Heinrich Himmler

I primi ebrei furono spediti a Lublino il 18 ottobre 1939. I primi carichi di treni consistevano degli ebrei deportati dall'Austria e dal protettorato di Boemia e Moravia. Quando furono preparati il secondo e il terzo trasporto, Heinrich Müller, per conto del capo delle SS Heinrich Himmler, ordinò il 19 ottobre una sospensione delle ulteriori deportazioni. Lo storico Christopher Browning ha osservato che la decisione di Himmler deve essere vista in correlazione con la sua nuova posizione di capo coordinatore del reinsediamento dei tedeschi etnici nelle ex aree polacche annesse dalla Germania nazista, carica che ricoprì dal 15 ottobre. Suggerì anche che Himmler non considerasse la deportazione degli ebrei da tutto il Terzo Reich tanto urgente quanto fornire spazio per il reinsediamento dei tedeschi etnici del Generalplan Ost nelle nuove province orientali della Germania nazista.
Questo spostamento di priorità ha portato a concentrarsi sull'espulsione degli ebrei da queste province nella riserva di Lublino, il reinsediamento contemporaneo di circa 30000 tedeschi etnici dal distretto di Lublino nella direzione opposta, e il reinsediamento degli ebrei che vivono all'interno del Governatorato Generale sulla sponda orientale della Vistola. Hitler approvò questo spostamento di priorità: mentre all'inizio di ottobre aveva previsto l'espulsione in breve termine di tutti gli ebrei da Vienna e di 300000 ebrei dall'Altreich alla riserva di Lublino, alla fine di ottobre approvò i piani di Himmler per la deportazione di 550000 ebrei dalle nuove province orientali e da tutti i "Poli del Congresso", che significa polacchi dalla zona sovietica residenti nel Terzo Reich, alla riserva di Lublino. Sebbene ciò avrebbe comportato espulsioni a breve termine di un milione di persone, questo numero è stato ridotto per motivi di capacità a 80000 dopo l'intervento del 28 novembre 1939 da Reinhard Heydrich, capo dell'Ufficio principale della sicurezza del Reich.
La prenotazione non è stata tenuta segreta; la popolazione locale ne era a conoscenza e la stampa internazionale ne faceva notizia. I rapporti nel quotidiano lussemburghese Luxemburger Wort del 12 novembre e nel quotidiano britannico The Times del 16 dicembre 1939 fornivano entrambi un totale di 45000 ebrei deportati nella riserva. Sempre a dicembre, il quotidiano americano The Spectator ha riferito che i campi erano racchiusi da filo spinato su un'area di 80 per 100 chilometri vicino a Nisko e Lublino a 105 km l'uno dall'altro, e che erano pronti per assorbire 1.945.000 ebrei. Un estratto da un rapporto di Luxemburger Wort del novembre 1939 recita:
Gli storici stimano che entro il 30 gennaio 1940 un totale di 78.000 ebrei fosse stato deportato a Lublino dalla Germania, dall'Austria e dalla Cecoslovacchia. Questa cifra è stata fornita da Heydrich a Berlino quando riferì nel gennaio. Dichiarò che il numero sarebbe aumentato a 400.000 entro la fine dell'anno. Tra gli ebrei deportati nella riserva nel febbraio 1940 c'erano gli ebrei della Pomerania, con il risultato che il Gauleiter Franz Schwede-Coburg dichiarò il suo Gau di Pomerania il primo Gau dell'Altreich ad essere judenrein ("pulito dagli ebrei"). I deportati furono posti sotto l'autorità dello Judenrat nella vicina Lublino. Ad aprile, quando la riserva fu sciolta, il numero totale di ebrei che erano stati trasportati a Nisko aveva raggiunto le 95.000 persone.
Molti deportati erano morti di fame, sia durante il trasporto che durante la loro permanenza nella riserva. Ulteriori morti nella riserva furono causate dalle epidemie di tifo e febbre tifoide, dalla mancanza di alloggi e di qualsiasi "fonte di sostentamento", una situazione che gli ebrei locali non furono in grado di alleviare, nonostante i loro grandi sforzi.

## Campi di lavoro forzato adiacenti

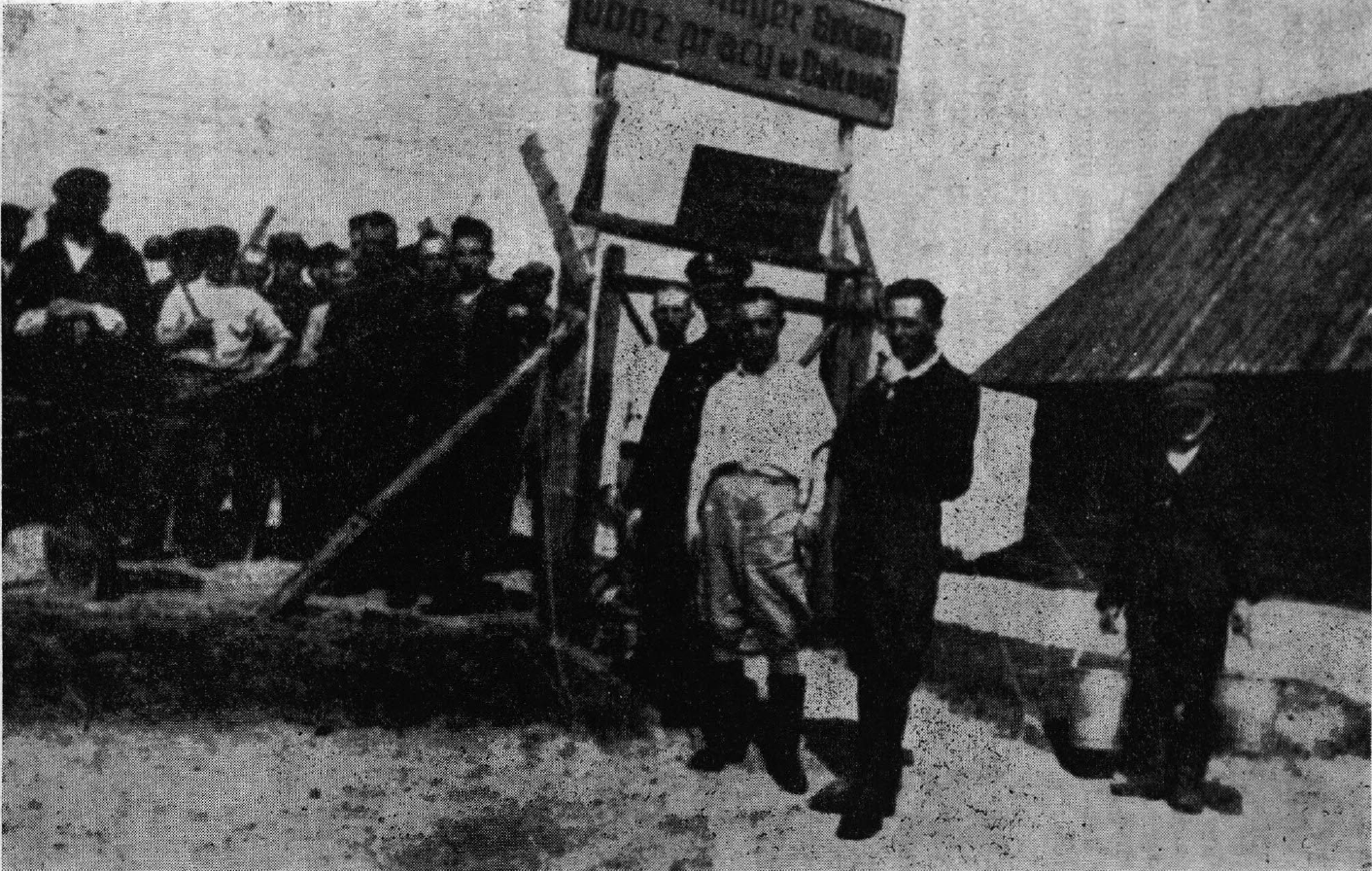
Campo di lavoro a Bukowa, Voivodato di Lublino, vicino a Nisko

Dall'inizio del 1940, alcuni degli ebrei deportati nell'area di Lublino furono trattenuti nel campo di Lipowa 7. Furono deportati dall'Altreich così come dal Reichsgau della Danzica-Prussia occidentale, dal Reichsgau Wartheland e dalla Prussia sudorientale. Il campo di Lipowa rimase attivo dopo l'abbandono della riserva di Lublino. Dopo il gennaio 1941, gli ebrei di Lublino che in precedenza avevano risieduto fuori dal campo, furono costretti a vivere nel campo dopo la sua espansione. Sempre nel 1941 il campo fu ufficialmente inserito nell'impresa delle SS Deutsche Ausrüstungswerke (DAW). In effetti è rimasto fuori dal controllo della DAW rimanendo sotto l'egida diretta di Globočnik. La situazione cambiò solo nel 1943, dopo che Globočnik si dimise da capo delle SS e della polizia del distretto di Lublino e il campo divenne il sottocampo del complesso del campo di concentramento di Majdanek.

### Progetto Burggraben
Quando fu pianificata la riserva di Lublino, la riserva doveva essere combinata con diversi campi di lavoro forzato (Zwangsarbeiterlager, ZAL) lungo la linea di demarcazione nazista-sovietica. La riserva doveva fornire agli ZAL la forza lavoro per erigere le strutture di difesa militare, incluso un grande fossato anticarro lungo la linea di demarcazione, nome in codice Burggraben. Mentre inizialmente il quartier generale delle SS aveva previsto quattro grandi campi, il governatore Hans Frank si rifiutò di finanziare un progetto così grande. Così Odilo Globočnik decise invece di allestire vari piccoli campi gestiti a un costo inferiore. Ne derivarono delle condizioni disperate: i detenuti erano ammassati in stanze buie e sporche senza vetri alle finestre, dovevano dormire per terra, i malati non erano separati dai sani e le scorte di cibo, acqua e sapone erano insufficienti. Circa il 30% dei detenuti non aveva scarpe, pantaloni o magliette. Questa situazione ha causato una rapida diffusione di pidocchi e malattie. 
Di tutti i campi di Burggraben-ZAL, il successivo campo di sterminio di Bełżec fu il campo principale. Il progetto Burgraben fu abbandonato alla fine del 1940 a causa delle pressioni esercitate dalla Wehrmacht tedesca, che lo considerava privo di utilità militare. Heinrich Himmler non fu d'accordo e continuò a sostenere il progetto. Mentre i campi di Burggraben erano stati chiusi alla fine del 1940, alcuni furono rinforzati nella primavera del 1941 su iniziativa di Himmler e nuovamente posti sotto la supervisione di Globočnik per completare il fossato anticarro.

### Sospensione dell'idea della riserva
Il 23 marzo 1940, Hermann Göring, con l'approvazione di Himmler, pose fine al Piano Nisko e alla fine di aprile Krüger ne annunciò l'abbandono definitivo. Le ragioni dell'abbandono includevano il rifiuto di Frank di accettare un ulteriore afflusso di deportati nel "suo" Governatorato Generale, considerato già sovraffollato, e il timore che i nazisti perdessero la reputazione internazionale a causa dei resoconti della stampa internazionale. La motivazione dell'abbandono non era di principio, ma pragmatica, e le deportazioni continuarono a un ritmo più lento.

## Storiografia dell'Olocausto
Nel dibattito tra funzionalismo e intenzionalismo, iniziato negli anni '60, il Piano Nisko è stato presentato dagli storici dell'Olocausto come esempio dell'escalation delle misure antiebraiche naziste nella seconda guerra mondiale. Christopher Browning nel suo articolo, "La politica di reinsediamento nazista e la ricerca di una soluzione alla questione ebraica, 1939-1941", si è concentrato sulla presunta intenzione nazista di soluzioni territoriali precedenti al successivo genocidio.
Già all'inizio della guerra, il 24 ottobre 1939, The Times notò che il piano tedesco di creare uno stato ebraico era cinico e avrebbe sicuramente condannato gli ebrei a una carestia mortale. La maggior parte degli storici della Germania nazista e dell'Olocausto hanno concluso che il Piano Nisko era integralmente correlato agli altri programmi di Hitler e alla sua intenzione di distruggere gli ebrei in Europa. Quindi il Piano Nisko si rivelò una sostanziale prefazione alla Soluzione Finale.
Browning ha suggerito che il Piano Nisko fosse un esempio del fatto che Hitler non avesse precedenti intenzioni di gasare gli ebrei. Sostiene che il Piano Nisko, il Piano Madagascar e il Piano Pripet, servissero tutti come soluzioni territoriali alla questione ebraica, ma che fossero separati dalla Soluzione Finale. Gli storici tradizionali sostengono che Hitler e il suo governo abbiano formulato una questione fuori dalla "questione ebraica", sollevando un ampio antisemitismo in Germania e creando la necessità di un tipo di "soluzione territoriale" che poteva sfociare solo in un genocidio.